# Durynské vévodství
Durynské vévodství (německy Herzogtum Thüringen) byl středověký stát Svaté říše římské. Původně bylo vévodstvím Franské říše a východně položenou markou Austrasie v době panování dynastie Merovejců. Název byl odvozen od místního germánského kmene Durynků (latinsky Thuringi), kteří zde v polovině 5. století, zhruba na území přibližně odpovídajícím dnešnímu Durynsku, vybudovali vlastní samostatnou říši (kmenové království). V průběhu středověku ubývalo vévodství co do rozlohy i významu, až nakonec bylo v roce 1130 pozměněno na lankrabství (německy Landgrafschaft Thüringen).

## Historie

Durynská marka na mapě Franské říše

Znak lankraběte z 13. století

Kmenové království Durynků, které se utvářelo v průběhu 5. století, bylo roku 531 vyvráceno Franky. Na jeho místě Frankové vytvořili Durynské vévodství, roku 1130 pozměněné na Durynské lankrabství, které přetrvalo do roku 1440. Během války o durynské dědictví se od Durynského lankrabství oddělila část, na níž roku 1264 vzniklo Hesenské lankrabství. Od roku 1572 až do 19. století byla zvláště jižní polovina Durynska rozdělena mezi řadu různě velkých států a státečků (tzv. ernestinská vévodství a hrabství rodů Reussů a Schwarzburgů). Některé z nich zanikly začátkem 19. století, jiné se roku 1871 změnily ve spolkové země Německého císařství.